# كلب فارس الملك شارل
كلب فارس الملك شارل (بالإنجليزية: Cavalier king Charles spaniel)‏ من سلالات الكلاب الشهيرة المسلية والودودة للغاية، وهو إحدى أفضل أنواع الكلاب التي يمكن تربيتها بالمنزل، وتعد واحدة من أكبر سلالات الدمية الصغيرة (اسم يطلق على سلالة الكلاب صغيرة الحجم). وكذلك من سلالات الكلاب المحبة للإنسان. على الرغم من الاعتراف الرسمي بكلب فارس الملك شارل فقط من نادي بيت الكلب الأمريكي في عام 1995؛ كما أن لديهم سلالة طويلة ونبيلة النسب. بلد المنشأ الولايات المتحدة، ومدى عمره من 10 إلى 14عام.
منذ عام 2000، نمت شعبيتها في الولايات المتحدة وتحتل المرتبة التاسعة عشر بين السلالات النقية الأكثر شعبية في الولايات المتحدة. لها طبقة حريرية وناعمة وذيل ناعم غير ملتصق. يتعرف معيار التكاثر على أربعة ألوان: بلينهايم (كستنائي وأبيض)، وثلاثة ألوان (أسود / أبيض / تان)، أسود وتان، وروبي. السلالة ودودة بشكل عام وهادئة وجيدة مع الأطفال والحيوانات الأخرى؛ ومع ذلك، فإنها تتطلب الكثير من التفاعل البشري. نظرًا لأنها كلاب عائلية، فمن المستحسن عدم تركها بمفردها لفترات طويلة في المرة الواحدة.
تغير بشكل كبير في أواخر القرن السابع عشر، عندما تزاوج مع سلالات ذات أنوف مسطحة. حتى عشرينيات القرن الماضي، شارك فارس في نفس تاريخ الملك الأصغر تشارلز سبانييل. حاول المربون إعادة إنشاء ما اعتبروه التكوين الأصلي للسلالة، وهو كلب يشبه تشارلز الثاني ملك تشارلز سبانيال من الترميم.

## تاريخه
خلال الجزء الأول من القرن الثامن عشر، احتفظ جون تشرشل، دوق مارلبورو الأول، بالأحمر والأبيض من نوع الملك تشارلز الذليل للصيد. سجل الدوق أنهم كانوا قادرين على مواكبة الحصان الخبث. سميت ممتلكاته بلينهايم تكريمًا لانتصاره في معركة بلينهايم. وبسبب هذا التأثير، أصبح التنوع الأحمر والأبيض للملك تشارلز سبانييل وبالتالي فارس الملك تشارلز سبانييل معروفًا باسم بلينهايم.
ارتبط كلب فارس الملك شارل بالنبلاء وأفراد العائلة المالكة في أوروبا، خاصة بريطانيا من القرن السابع عشر. في هذه الفترة كانت هذه السلالة معروفة أكثر باسم Toy Spaniels (دمية الإسبانيون)، وكان يختلف مظهرها قليلاً، كانت هذه النوعية من الكلاب تتمتع بشعبية خلال عصر الملك تشارلز الأول وابنه تشارلز الثاني في أوائل القرن الثامن عشر، لذلك أطلق عليه اسم فارس الملك تشارل. كما كان يسمح بدخول هذه الكلاب إلى مبنى البرلمان. ثم بدأت السلالة في الانتشار، وبدأ الكثيرون يحبون هذه السلالة مما أدى إلى انتشارها وتطورت السلالة التي نعرفها اليوم، حيث اعترف بها نادي بيت الكلاب الأمريكي رسميا في عام 1995م، وفي عام 2018 تم تصنيفه في المرتبة 18 كأكثر السلالات شعبية من قِبل بيت الكلب الأمريكي.
بُذلت محاولات لإعادة إنشاء كلب فارس الملك شارل الأصلي في أوائل القرن العشرين، باستخدام لعبة سفن الصيد الإسبانية المنقرضة الآن. تم توثيق هذه المحاولات من قبل جوديث بلانت-ليتون، البارونة السادس عشر وينتوورث، في كتاب «لعبة الكلاب وأسلافهم بما في ذلك تاريخ وإدارة لعبة الأسبان، البكيني أحد أبناء بكين، اليابانيين والبوميرانيين» الذي نُشر تحت اسم السيدة نيفيل ليتون.

### الاختلاف عن الملك تشارلز سبانيال
في عام 1926، عرضت الأمريكية روزويل إلدريدج على جائزة فئة عرض الكلاب البالغة خمسة وعشرين جنيهًا من الفضة الإسترلينية لكل منها كجائزة لأفضل ذكور وإناث من «بلنهايم الإسباني من النوع القديم، كما هو موضح في صور تشارلز الثاني من عصر إنجلترا، وجه طويل، بلا توقف، جمجمة مسطحة، لا تميل إلى القبة، مع وجود بقعة في وسط الجمجمة.» كان مربي تلك الحقبة مرعوبين، على الرغم من أن العديد دخلوا ما اعتبروه دون المستوى كافاليير كينج تشارلز سبانيلز في المنافسة. توفي إلدريدج قبل أن تؤتي خطته ثمارها، لكن العديد من المربين آمنوا بما قاله وفي عام 1928 تم تشكيل أول نادي كافاليير. تم إنشاء المعيار الأول، استنادًا إلى كلب اسمه «ابن آن» يملكه موستين ووكر، وتعرف نادي بيت الكلب على الصنف باسم «الملك تشارلز سبانيلز، نوع كافاليير».
تسببت الحرب العالمية الثانية في انتكاسة شديدة للسلالة الناشئة، مع تدمير الغالبية العظمى من مخزون التكاثر بسبب معاناة الحرب ونقص الغذاء. على سبيل المثال، في تيتوية كافاليير كينال، انخفض عدد الكلاب البالغ عددها ستين كلبًا إلى ثلاثة خلال الأربعينيات. في أعقاب الحرب، نجا عدد قليل من الكلاب كبداية جديدة ينحدر منها كل فريق كافالييرز الحالي. وفي عام 1945، تعرف نادي بيت الكلب لأول مرة على السلالة في حد ذاتها بهذا الاسم.
تاريخ السلالة في أمريكا حديث نسبيًا. تم إحضار أول كافاليير مسجل يعيش في الولايات المتحدة من المملكة المتحدة في عام 1956 من قبل دبليو ليون براون، جنبًا إلى جنب مع إليزابيث سبالدينج وغيرهم من المتحمسين، وقد أسست نادي كافاليير كينج تشارلز بالولايات المتحدة الأمريكية والذي يستمر حتى يومنا هذا. في عام 1994، تم إنشاء نادي فارس الملك تشارلز الذليل الأمريكي من قبل مجموعة من المربين لتقديم طلب للحصول على اعتراف من نادي فارس الملك تشارلز. كان كافاليير قد تم الاعتراف به من قبل نادي بيت الكلب الأمريكي في عام 1995، وأصبح ACKCSC هو النادي الأم لكافالييرز.

## مواصفاته

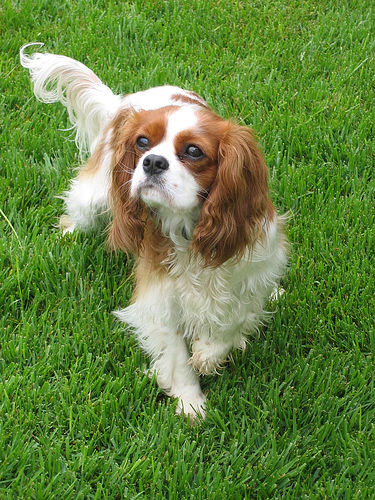
كلب فارس الملك شارل

### الطول
من 12 إلى 13 بوصة أي ما يعادل 30 إلى 33 سنتيمتر.

### الوزن
كلب بالغ بين 13 إلى 18 رطلاً أي 5.9 - 8.2 كجم.

### الفراء
طويل وناعم.

### اللون
السلالة لديها أربعة ألوان معترف بها. تُعرف كافالييرز، التي تتميز بعلامات كستنائية غنية على خلفية بيضاء لؤلؤية، باسم بلينهايم تكريمًا لقصر بلينهايم، حيث قام جون تشرشل، دوق مارلبورو الأول، بتربيته للمساعدة في صيد أسلاف سلالة كافاليير بهذا اللون الخاص. يوجد في بعض كلاب بلينهايم بقعة كستنائية في منتصف الجبهة: تسمى هذه البقعة «بلينهايم». تُعرف بقعة بلينهايم أيضًا باسم علامة «طباعة إبهام الدوقة»، استنادًا إلى الأسطورة القائلة بأن سارة تشرشل، دوقة مارلبورو، بينما كانت تنتظر أخبار عودة زوجها بأمان من معركة بلينهايم، ضغطت على رأس السد المنتظر. إبهامها، مما أدى إلى ظهور خمسة كلاب تحمل علامة الحظ بعد أنباء انتصار المعركة. الأسود والتان هما كلاب ذات أجسام سوداء مع إبرازات تان، خاصة الحاجبين والخدين والساقين وتحت الذيل. يشار إلى بلاك وتان باسم «الملك تشارلز» في الملك تشارلز سبانيال. يجب أن يكون روبي كافالييرز كستنائي بالكامل في كل مكان، على الرغم من أن البعض يمكن أن يكون لديه بعض اللون الأبيض في معاطفهم والذي يعتبر خطأ بموجب قواعد عرض التشكل نادي بيت الكلب الأمريكي. يُعرف اللون الرابع باسم Tricolor، وهو أبيض وأسود مع علامات تان على الخدين وداخل الأذنين وعلى الحاجبين وداخل الساقين وعلى الجانب السفلي من الذيل. يشار إلى هذا اللون باسم «الأمير تشارلز» في الملك تشارلز سبانيال.

## خصائص الكلب
كلب ودود للغاية وصديق ومحب للإنسان خاصة الأطفال، ليس عدوانيًا يحتاج أحياناً إلى تمرين كما إنه مرح ولديه طاقة عالية، متوسط الذكاء يميل إلى النباح قليلاً.

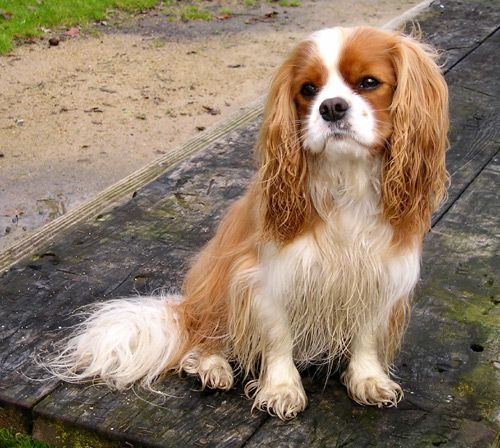
كلب فارس الملك شارل،لونه بني وابيض.
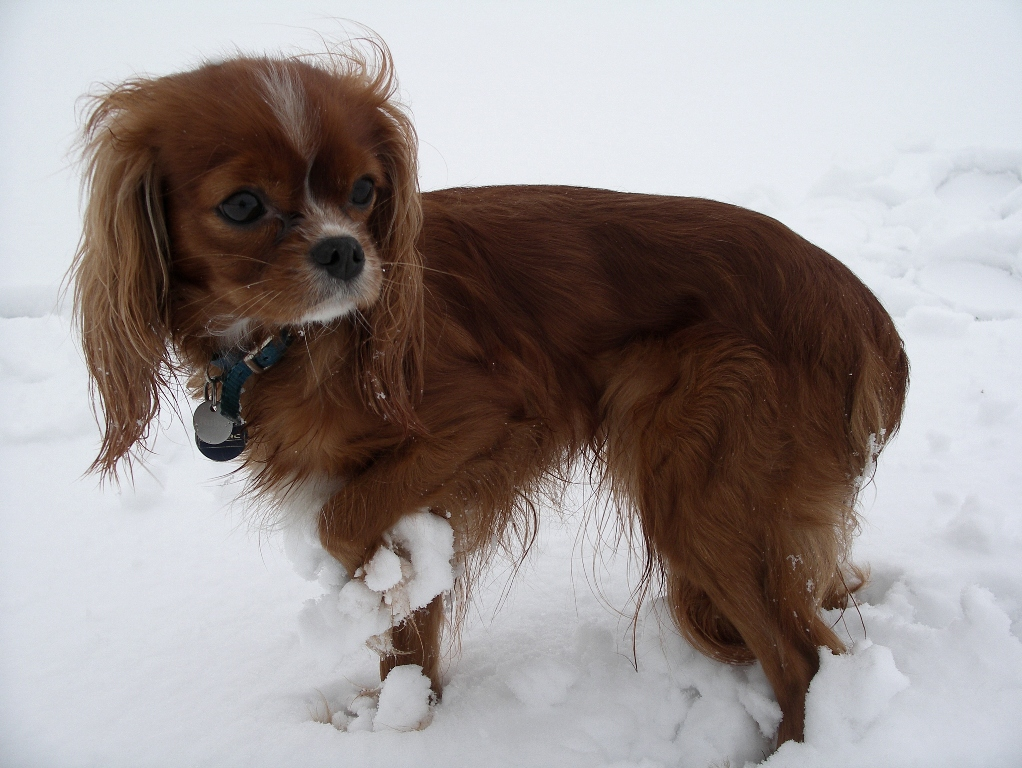
كلب فارس الملك شارل لونه بني مع القليل من الابيض في منتصف الوجه
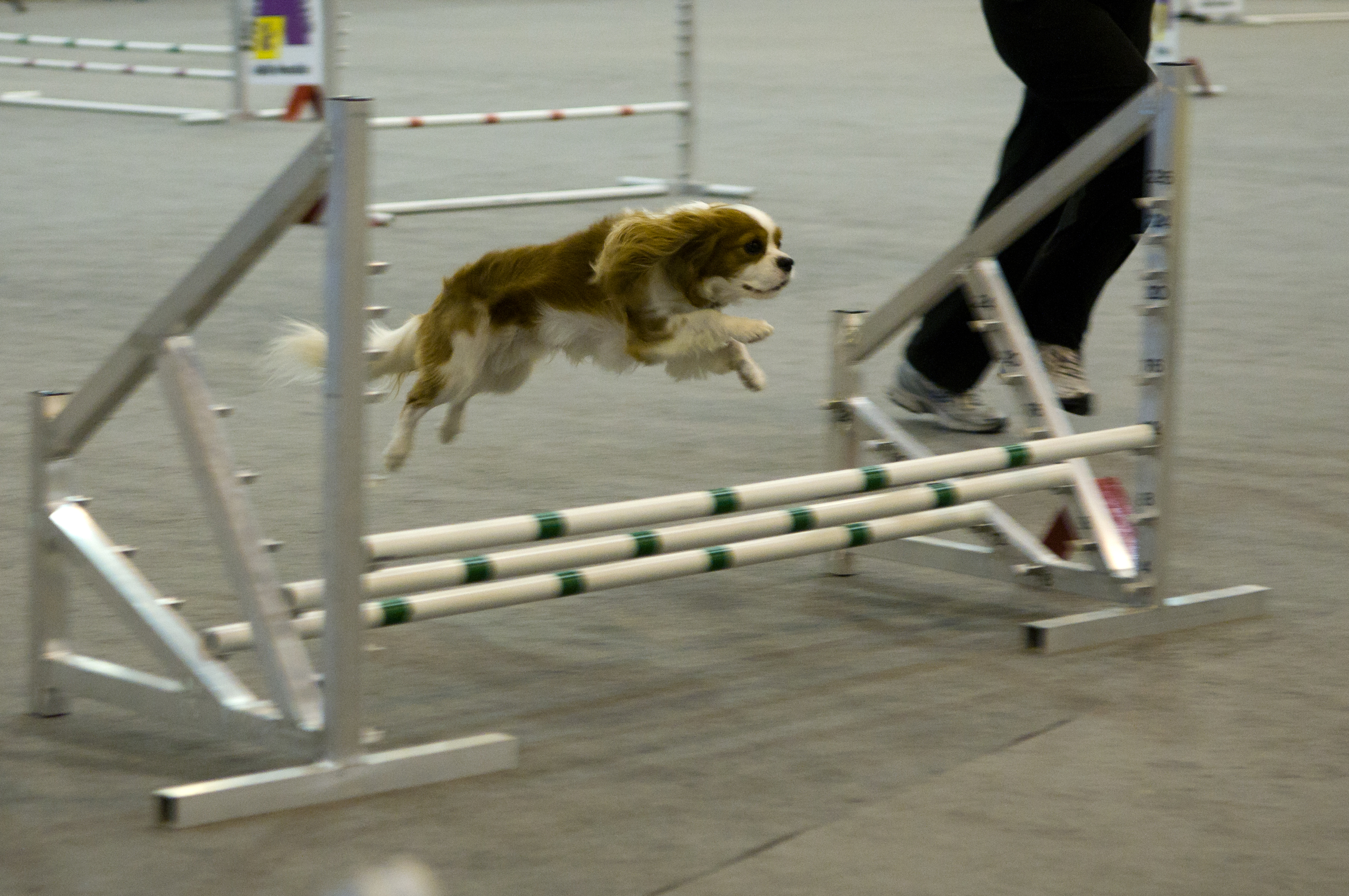
كلب فارس الملك شارل يقف فوق حاجز.
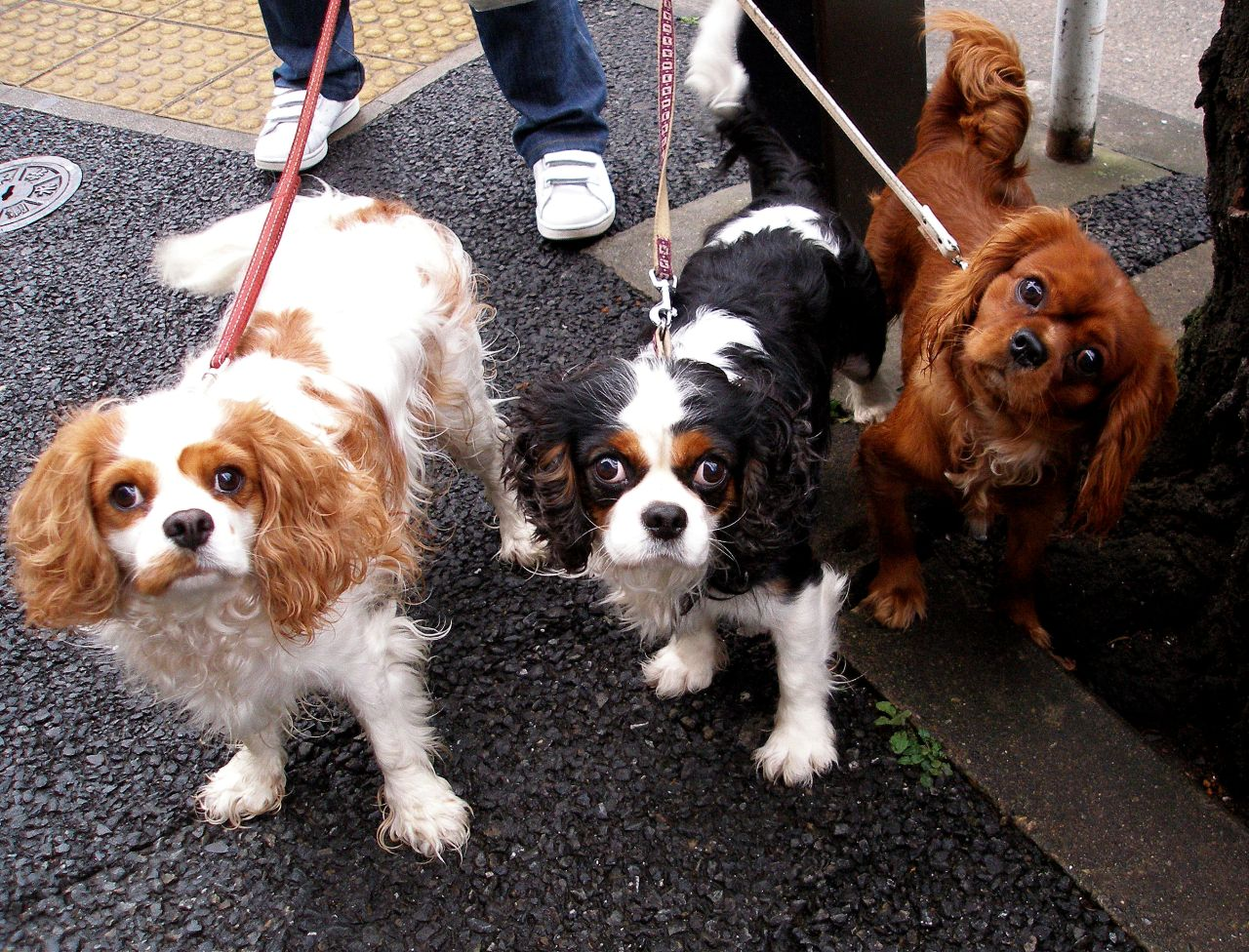
ثلاثة ألوان من سلالة كلب فارس الملك شارل.

## الشعبية
وفقًا للإحصاءات الصادرة عن نادي الكينيل، كان كافالييرز سادس أكثر الكلاب شعبية في المملكة المتحدة في عام 2007 حيث سجل 11,422 تسجيلًا في عام واحد. كان لابرادور ريتريفرز الأكثر شهرة حيث سجل 45,079 تسجيلًا في ذلك العام. شعبيتها آخذة في الازدياد في أمريكا. في عام 1998 كانوا يحتلون المرتبة 56 من حيث السلالة الأكثر شعبية ولكن في كل من عامي 2007 و 2008 كانوا في المرتبة 25 الأكثر شعبية. احتلت مرتبة أعلى في بعض المدن الأمريكية الفردية في إحصائيات عام 2008، حيث احتلت المرتبة الثامنة في كل من ناشفيل ومنيابولس-سانت بول، السابع في بوسطن، أتلانتا وواشنطن العاصمة، والسادس في كل من مدينة نيويورك وسان فرانسيسكو. استمرت شعبية السلالة في النمو، حيث احتلت المرتبة 18 في عام 2013. في عام 2009، كان كافاليير هو رابع أكثر سلالات شعبية في أستراليا مع تسجيل 3196 تسجيلًا خلف لابرادور ريتريفر فقط، وكلاب الراعي الألماني، وستافوردشاير بول تيريرز. بالإضافة إلى ذلك، هناك أيضًا أندية وطنية للسلالات في بلجيكا، كندا، جمهورية التشيك، الدنمارك، فنلندا، فرنسا، ألمانيا، هولندا، نيوزيلندا، النرويج، جنوب إفريقيا، إسبانيا والسويد.

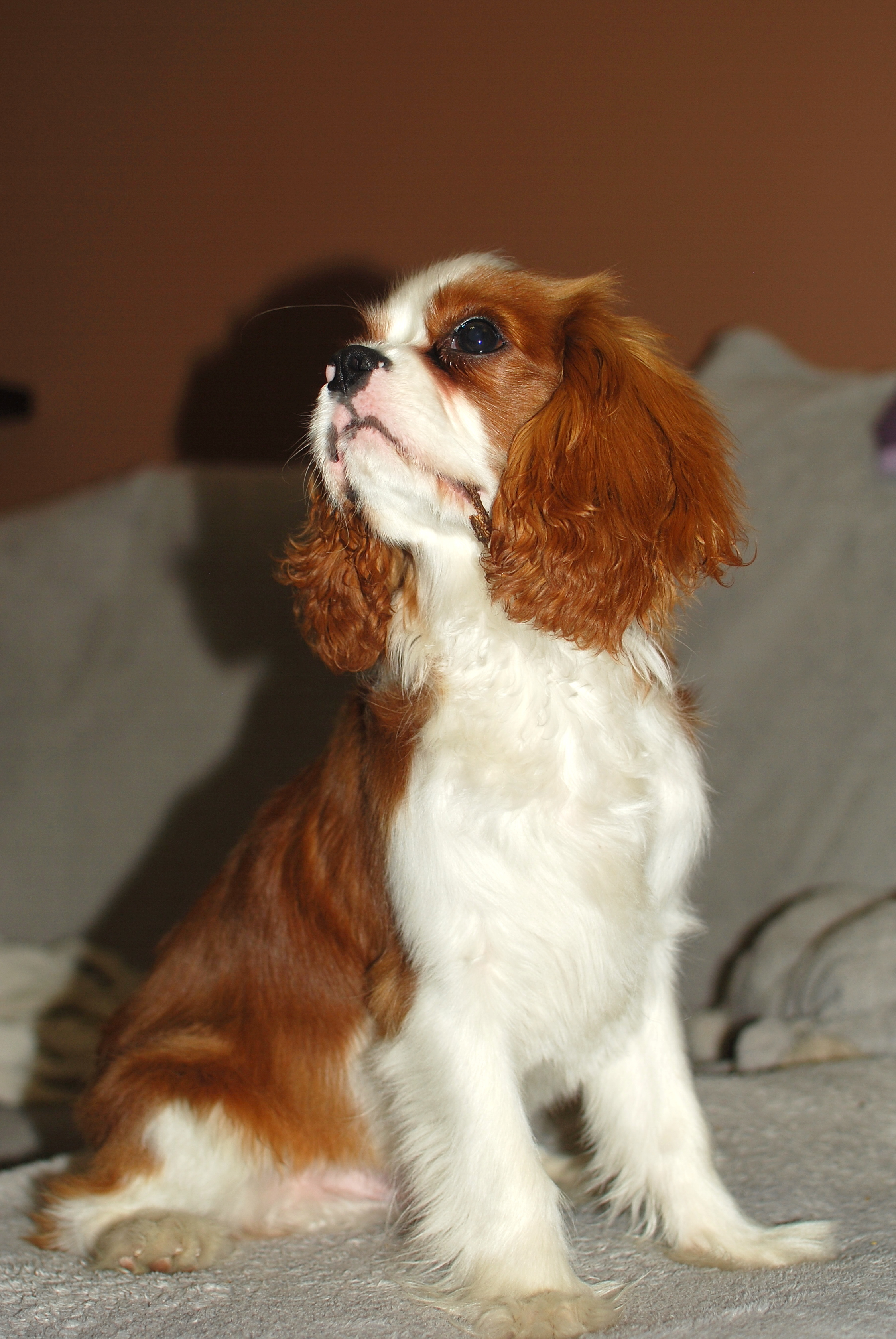
كلب فارس الملك شارل ينظر للاعلى.

## الرعاية

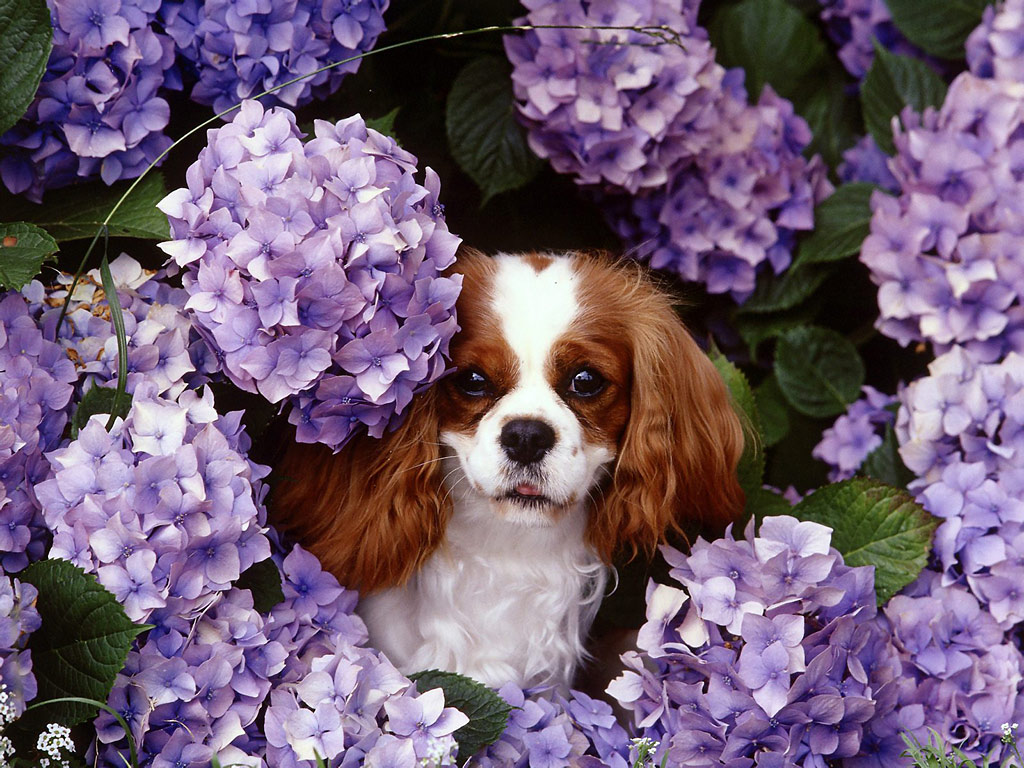
كلب فارس الملك شارل.

- هذا الكلب من سلالات الكلاب المحبة للبشر ويحرص على إرضاء صاحبه، لكنه ليس كلب حراسة ومن المرجح أيضا أن يتعب من الركض أو التنزه لكنه يستمتع بالمشي دون أن يحتاج إلى الكثير من التمارين.
- يمكن أن تسبب البراغيث حساسية الجلد والالتهابات إذا تُركت دون علاج. إذا كان الكلب يقضي معظم الوقت في الهواء الطلق، فهناك طفيلي آخر هو القراد.

## الصحة
قد يكون كافالييرز معرضًا بشكل خاص لمرض الصمام التاجي، مما يؤدي إلى قصور القلب. يظهر هذا في العديد من كافالييرز في مرحلة ما من حياتهم وهو السبب الأكثر شيوعًا للوفاة. بعض المشاكل الصحية الوراثية الخطيرة، بما في ذلك مرض الصمام التاجي المبكر (MVD)، وتكهف النخاع المؤلم بشدة (SM)، وخلل التنسج الورك، وخلع الرضفة، وبعض اضطرابات الرؤية والسمع هي مشاكل صحية لهذه السلالة.
نظرًا لأن جميع كافالييرز اليوم ينحدرون من ستة كلاب فقط، فإن أي مرض وراثي موجود في واحد على الأقل من الكلاب المؤسسة الأصلية يمكن أن ينتقل إلى نسبة كبيرة من الأجيال القادمة. يُعرف هذا بتأثير المؤسس وهو السبب المحتمل لانتشار MVD في السلالة. تشمل المشاكل الصحية المشتركة مع هذا الصنف مرض الصمام التاجي، وخلع الرضفة، ومشاكل العين الوراثية مثل إعتام عدسة العين وخلل التنسج الشبكي. تتأثر كافالييرز أيضًا بمشاكل الأذن، وهي مشكلة صحية شائعة بين الأسبان من أنواع مختلفة، ويمكن أن يكون لديهم حالات عامة أخرى مثل خلل التنسج الوركي، وهو أمر شائع في العديد من أنواع سلالات الكلاب.

### مرض الصمام التاجي
يعاني جميع كافالييرز تقريبًا في نهاية المطاف من مرض الصمام التاجي، مع نفخات قلبية قد تتفاقم تدريجيًا، مما يؤدي إلى قصور القلب. هذه الحالة متعددة الجينات (تتأثر بجينات متعددة)، وبالتالي فإن جميع سلالات كافالييرز في جميع أنحاء العالم معرضة للإصابة. إنه السبب الرئيسي للوفاة في السلالة. أظهر استطلاع أجراه نادي كينيل في المملكة المتحدة أن 42.8 ٪ من وفيات كافاليير مرتبطة بالقلب. ثاني أكثر الأسباب شيوعًا هو السرطان (12.3٪) والشيخوخة (12.2٪). يمكن أن تبدأ الحالة في الظهور في سن مبكرة ومن المتوقع إحصائيًا أن تكون موجودة في أكثر من نصف جميع كافاليير كينج تشارلز سبانيلز بحلول سن الخامسة. ومن النادر أن لا يعاني كافاليير البالغ من العمر 10 سنوات من نفخة قلبية. في حين أن أمراض القلب شائعة في الكلاب بشكل عام - فواحد من كل 10 كلاب يعاني في النهاية من مشاكل في القلب - يعتبر مرض الصمام التاجي بشكل عام (كما هو الحال في البشر) مرض الشيخوخة. تتحلل «المفصلة» الموجودة على الصمام التاجي للقلب ويمكن أن تتدهور تدريجيًا، جنبًا إلى جنب مع اللوحات الموجودة في الصمام، مما يتسبب في نفخة قلبية (حيث يتسرب الدم عبر الصمام بين ضربات القلب) ثم فشل القلب الاحتقاني. الفارس معرض بشكل خاص للإصابة بمرض القلب المبكر، والذي قد يكون واضحًا في الكلاب التي لا يزيد عمرها عن سنة أو سنتين.
طور علماء الوراثة البيطريون وأخصائيي أمراض القلب إرشادات للتربية للتخلص من مرض الصمام التاجي المبكر في السلالة، ولكن من غير الواضح ما إذا كان عدد كبير من المربين يتبعون هذه الإرشادات أم لا. قال رئيس نادي CKCS في المملكة المتحدة في عام 2009: «هناك العديد من الأعضاء الذين ما زالوا غير مستعدين لفحص مخزون تكاثرهم، ومن أولئك الذين يفعلون ذلك، يبدو أن الكثيرين لن يترددوا في التكاثر من الحيوانات المصابة.» يوصي بروتوكول التربية MVD بأن يكون عمر الوالدين 2.5 سنة على الأقل وأن يكون القلب صافيًا، ويجب أن يكون آباؤهم (أي أجداد الجرو) صافين القلب حتى سن الخامسة.

### تكهف النخاع
تكهف النخاع (SM) هو حالة تؤثر على الدماغ والعمود الفقري، وتسبب أعراضًا تتراوح من الانزعاج الخفيف إلى الألم الشديد والشلل الجزئي. وهو ناتج عن تشوه، يُعرف باسم التشوه الخياري، في الجزء السفلي من الجمجمة، مما يقلل المساحة المتاحة للدماغ، ويضغطها، وغالبًا ما يدفعها للخارج (فتقها) من خلال الفتحة إلى النخاع الشوكي. هذا يمنع تدفق السائل الدماغي الشوكي (CSF) حول الدماغ والعمود الفقري ويزيد من ضغط السائل، مما يؤدي إلى حدوث اضطراب يُعتقد بدوره أنه يخلق جيوبًا سائلة، أو مصفار (ومن هنا مصطلح تكهف النخاع الشوكي)، في الحبل الشوكي. تكهف النخاع نادر في معظم السلالات ولكنه أصبح منتشرًا في فارس الملك شارل الذليل، مع عينات بحثية دولية في السنوات القليلة الماضية تظهر باستمرار أكثر من 90٪ من كافالييرز مصابين بالتشوه، وأن ما بين 30-70٪ لديهم مصفوفات. ومع ذلك، فإن معظم الكلاب المصابة بالتنقيط ليست أعراضًا. على الرغم من أن أعراض تكهف النخاع يمكن أن تظهر في أي عمر، إلا أنها تظهر عادة ما بين ستة أشهر وأربع سنوات في 85 ٪ من الكلاب التي تظهر عليها الأعراض، وفقًا لما ذكرته كلير روسبريدج، عالمة أبحاث. تشمل الأعراض حساسية حول الرأس أو الرقبة أو الكتفين، وغالبًا ما يشير إليها الكلب وهو يئن أو يخدش كثيرًا في منطقة رقبته أو كتفه. غالبًا ما يكون الحك من جانب واحد - يقتصر على جانب واحد من الجسم. يتم إجراء حركات الخدش بشكل متكرر دون إجراء اتصال جسدي مع الجسم («خدش الهواء»). يبدو سلوك الخدش لا إراديًا ويخدش الكلب كثيرًا أثناء المشي - دون توقف - بطريقة غير مألوفة جدًا للخدش العادي («قفز الأرنب»). عادة ما يكون الخدش المعتاد لدى SM أسوأ عندما يرتدي الكلب طوقًا أو يمشي مقودًا أو يكون متحمسًا، وأول شيء في الصباح أو في الليل.
ليس كل الكلاب مع SM تظهر سلوك الخدش. لا يبدو أن كل الكلاب التي تظهر سلوك الخدش تعاني من الألم، على الرغم من أن العديد من الباحثين البارزين، بما في ذلك الدكتورة كلير روسبريدج في المملكة المتحدة والدكتور كيرتس ديوي ودومينيك مارينو في الولايات المتحدة، يعتقدون أن الخدش في SM الفرسان هو علامة على الألم وعدم الراحة والضرر العصبي الموجود في منطقة القرن الظهري في العمود الفقري. إذا كانت البداية في سن مبكرة، فقد تكون العلامة الأولى هي الخدش و / أو ظهور الجنف بسرعة. إذا كانت المشكلة خطيرة، فمن المحتمل أن يكون هناك ضعف في الحس العميق (إدراك وضع الجسم)، خاصة فيما يتعلق بالأطراف الأمامية. الخراقة والسقوط من هذه المشكلة. التقدم متغير على الرغم من أن غالبية الكلاب تظهر الأعراض في سن الرابعة تميل إلى ملاحظة تطور الحالة.
يستبعد الطبيب البيطري الأسباب الأساسية للخدش أو الانزعاج مثل عث الأذن والبراغيث والحساسية، ثم التهاب الأذن الوسطى الإفرازي الأولي (PSOM - الأذن اللاصقة)، وكذلك إصابات العمود الفقري أو الأطراف، قبل افتراض أن الفارس لديه SM. يمكن أن يظهر PSOM أعراضًا مشابهة ولكن علاجها أسهل بكثير وأرخص. يمكن أن تظهر متلازمة السقوط العرضي أيضًا أعراضًا مماثلة. عادة ما يتم إجراء فحص التصوير بالرنين المغناطيسي لتأكيد تشخيص SM (وسيكشف أيضًا عن PSOM). إذا اشتبه الطبيب البيطري في SM، فسوف يوصي بإجراء فحص بالرنين المغناطيسي. يعطي أطباء الأعصاب للكلاب الممسوحة ضوئيًا شهادة موقعة تشير إلى درجتها.

### السقوط العرضي (EF)
يسبب السقوط العرضي «فرط التوتر الانتيابي الناجم عن التمارين الرياضية» مما يعني أن هناك زيادة في قوة العضلات في الكلب ولا يمكن للعضلات الاسترخاء. كان يُعتقد سابقًا أنه اضطراب عضلي، ومن المعروف الآن أنه اضطراب عصبي. ينتج EF عن جين متنحي واحد، ويتوفر اختبار جيني.
باستثناء الحالات الشديدة، ستكون الحلقات استجابة للتمرين أو الإثارة أو مجهودات مماثلة. على الرغم من تشخيص خطأ EF غالبًا على أنه صرع، والذي يؤدي عادةً إلى فقدان الوعي، يظل الكلب واعيًا طوال النوبة. يمكن أن تتراوح شدة الأعراض من السقوط الخفيف العرضي إلى التجميد إلى نوبات تشبه النوبات تستمر لساعات. يمكن أن تصبح النوبات أكثر أو أقل حدة مع تقدم الكلب في السن ولا يوجد نمط قياسي للهجمات. تظهر الأعراض عادة عندما يكون عمر الكلب بين 4 أشهر و 4 سنوات. إنه مشابه لسكوتي كرمب، وهو اضطراب وراثي في الكلاب الاسكتلندية. يتأثر حوالي 1٪ من كافالييرز بهذه الحالة، و 19٪ منهم حاملون. كانت الكلاب ذات المعاطف الملونة أكثر عرضة للتأثر من الكلاب ذات المعاطف ذات اللون الجزئي.

### قلة الصفيحات ونقص الصفيحات الكبرية
قد يعاني ما يصل إلى نصف جميع فارس الملك تشارلز سبانيلز من اضطراب دم خلقي يسمى قلة الصفيحات مجهول السبب بدون أعراض، وهو عدد منخفض بشكل غير طبيعي من الصفائح الدموية في الدم، وفقًا للدراسات الحديثة في الدنمارك والولايات المتحدة. الصفائح الدموية، أو الصفيحات، هي عناصر دموية على شكل قرص تساعد في تخثر الدم. الأعداد المنخفضة للغاية هي السبب الأكثر شيوعًا لاضطرابات النزيف في الكلاب. الصفائح الدموية في دم العديد من فارس الملك تشارلز سبانيلز هي مزيج من الصفائح ذات الحجم الطبيعي للكلاب وغيرها من الصفائح الدموية الكبيرة بشكل غير طبيعي، أو الصفيحات الكبيرة. كثرة الصفيحات الكبيرة هي أيضًا خلل خلقي موجود في ثلث حالات الإصابة بالتهاب الكلى المزمن (CKCS) على الأقل. تعمل هذه الصفائح الدموية الكبيرة بشكل طبيعي، ولا يبدو أن كافاليير النموذجي يعاني من أي مشاكل صحية بسبب حجم أو عدد أقل من الصفائح الدموية.

### اضطرابات الورك والركبة
خلل التنسج الورك هو مرض وراثي شائع يصيب كافاليير كينج تشارلز سبانيلز. لا يوجد عند الولادة ولكنه يتطور مع تقدم العمر. يتم تشخيص خلل التنسج الوركي عن طريق الأشعة السينية، ولكنه لا يظهر عادةً في الأشعة السينية لكافالييرز حتى تنضج. حتى عند البالغين المصابين بخلل تنسج الورك الحاد، قد لا تشير الأشعة السينية دائمًا إلى المرض. في سلسلة من التقييمات التي أجرتها مؤسسة تقويم العظام للحيوانات، احتل كافاليير المرتبة 78 من بين 157 سلالة. كانت السلالات الأكثر تضررًا هي بولدوج، باج، دوج دو بوردو.
يمكن أن يكون كافالييرز عرضة لخلل وراثي في عظم الفخذ والركبة يسمى الرضفة المنخفعة. غالبًا ما يتم ملاحظة هذه الحالة عندما يكون عمر الجرو من 4 إلى 6 أشهر. في الحالات الأكثر خطورة، يمكن الإشارة إلى الجراحة. يتدرج نظام تصنيف الرضفة من 1 (ركبة مشدودة) إلى 4 (ركبة فضفاضة للغاية بحيث يمكن إزاحة قبعتها بسهولة). إذا كان المتعجرف حاصل على الدرجة 1-2، فإن علاج إعادة التأهيل البدني والتمارين الرياضية قد تقلل من الدرجات وربما تتجنب الجراحة. الصفوف من 3 إلى 4 هي الأكثر شدة حيث من المرجح أن تكون هناك حاجة لعملية جراحية لتصحيح المشكلة لتجنب تطور التهاب المفاصل والعرج في الأطراف.

### مشاكل العين
من الاضطرابات الشائعة في كافالييرز التهاب القرنية والملتحمة الجاف المعروف بالعامية باسم «جفاف العين». السبب المعتاد لهذه الحالة هو تفاعل المناعة الذاتية ضد الغدة الدمعية للكلب (الغدة الدمعية)، مما يقلل من إنتاج الدموع. وفقًا لقاعدة بيانات اضطرابات الكلاب الموروثة، تتطلب الحالة علاجًا مستمرًا وإذا لم يتم علاجها فقد يؤدي إلى العمى الجزئي أو الكلي. يمكن أن يقل هذا الاضطراب أو يشفى بمرور الوقت.
أظهرت دراسة أجريت عام 1999 على كافالييرز أجرتها مؤسسة تسجيل عيون الكلاب أن متوسط 30٪ من جميع كافاليير كينج تشارلز سبانيلز الذين تم تقييمهم يعانون من مشاكل في العين. وهي تشمل إعتام عدسة العين الوراثي، ضمور القرنية، داء القرنية، الشتر الداخلي، صغر العين، ضمور الشبكية التدريجي، وخلل التنسج الشبكي.

### اضطرابات الأذن
يتكون التهاب الأذن الوسطى الإفرازي الأولي (PSOM)، المعروف أيضًا باسم الأذن اللاصقة، من سدادة مخاطية شديدة اللزوجة تملأ الأذن الوسطى للكلب وقد تتسبب في انتفاخ الغشاء الطبلي. تم الإبلاغ عن PSOM بشكل حصري تقريبًا في كافالييرز، وقد يؤثر على أكثر من نصفهم. نظرًا لأن الألم والأحاسيس الأخرى في مناطق الرأس والرقبة، الناتجة عن PSOM، تشبه بعض الأعراض التي تسببها تكهف النخاع (SM)، فقد أخطأ بعض الأطباء البيطريين الذين قاموا بالفحص في تشخيص SM في كافالييرز والتي لديها بالفعل PSOM وليس SM.
قد يكون فارس الملك تشارلز سبانيلز عرضة للإصابة بشكل من أشكال الصمم الخلقي، والذي يكون موجودًا عند الولادة، بسبب نقص تكوين المستقبلات في الأذن الداخلية أو تنكسها المبكر، على الرغم من أن هذا نادر نسبيًا. بالإضافة إلى ذلك، وجدت دراسات حديثة أن كافالييرز يصاب بفقدان السمع التدريجي، والذي يبدأ عادة أثناء الجرو ويتطور حتى يصاب الكلب بالصمم تمامًا، وعادة ما بين سن ثلاث إلى خمس سنوات. يُعتقد أن الطبيعة التدريجية لهذا النوع من الصمم في كافالييرز ناتجة عن تنكس العصب السمعي بدلاً من عدم تكوين مستقبلات الأذن الداخلية أو تنكسها المبكر.

## أسطورة حضريه - أسطورة مدنيه
تزعم أسطورة حضرية أن تشارلز الثاني أصدر مرسومًا خاصًا يمنح الملك تشارلز سبانيلز الإذن بدخول أي مؤسسة في المملكة المتحدة ، متجاوزًا قواعد «لا كلب باستثناء الكلاب الإرشادية». نوع مختلف من هذه الأسطورة يتعلق على وجه التحديد بمجلسي البرلمان. يتم تطبيق هذه الأسطورة في بعض الأحيان بدلاً من ذلك على فارس الملك تشارلز سبانييل.
يقول موقع البرلمان البريطاني على الإنترنت: «خلافًا للشائعات الشائعة، لا يوجد قانون برلماني يشير إلى السماح للملك تشارلز الأسباني في أي مكان في قصر وستمنستر. غالبًا ما يُطرح علينا هذا السؤال وقمنا ببحثه بدقة». وبالمثل، لا يوجد دليل على أن أي قانون من هذا القبيل يغطي المملكة المتحدة الأوسع. قال متحدث باسم نادي بيت الكلب: «تم الاستشهاد بهذا القانون من وقت لآخر. يُزعم في الكتب أن الملك تشارلز أصدر هذا المرسوم لكن بحثنا لم يتتبعه».

## انظر ايضاً
- كلب جاك راسل
- بوميرانيان
- كوكر
- كلب الهاسكي
- قائمة سلالات الكلاب